# ناشي (حركة شبابية)
حركة ناشي الشبابية الديمقراطية المناهضة للفاشية حركة شبابية سياسية في روسيا، أعلنت نفسها حركة ديمقراطية مناهضة للفاشية ومناهضة للقلة الرأسمالية. شجعت شخصيات رفيعة المستوى في الإدارة الرئاسية الروسية على تشكيل المجموعة التي وصفها مويسيس نايم بأنها «حركة غير حكومية نظمتها الحكومة». حلول أواخر عام 2007، وصل عدد أعضائها إلى 120 ألفًا، تراوحت أعمارهم بين 17 و25 عامًا. في 6 أبريل 2012، أعلن زعيم حركة أن الشكل الحالي للحركة سيزول في المستقبل القريب، لتحل محله منظمة مختلفة. أشار إلى تعرض الحركة للخطر خلال انتخابات الرئاسة الروسية لعام 2012.
في عام 2013، أوقفت المنظمة أنشطتها، وفي 2 ديسمبر 2019، تم تصفيتها قانونيًا. أشار نقاد غربيون إلى الحركة بأنها «تشابه مستولد عن عمد» مع كمسمول (اتحاد منظمات الشباب السوفيتي) ومنظمة شباب هتلر، وأطلق على الحركة اسم «بوتين جوغند» أو شباب بوتين.

## التأسيس
أعلن عن حركة ناسي رسميًا في 1 مارس 2005 من قبل فاسيلي ياكيمنكو، زعيم حركة الشباب الموالية لبوتين «السير معًا». عقد المؤتمر التأسيسي في 15 أبريل 2005.
قال ياكيمنكو أنه أسس ناشي بوصفها حركة للتظاهر ضد ما اعتبره القوة المتنامية للنازية في روسيا، ومواجهة «حليقي الرؤوس» في معارك الشوارع إذا لزم الأمر. في حين أن تمويلها أتى من أصحاب الأعمال الموالين للحكومة، إلا أنه أفيد بأن المجموعة تتلقى أيضًا دعمًا مباشرًا من الكرملين. قال ياكيمنكو ذات مرة لموقع غازيتا أن دعم الكرملين يتيح لهم أن يقولوا لرجال الأعمال: «نحن بحاجة إلى المال من أجل مشروع وطني».
أكد فلاديسلاف سوركوف نائب رئيس هيئة الأركان الرئاسية (1999-2011) على العلاقات الوثيقة التي تربط ناشي بالكرملين، حيث التقى بنشطاء الحركة في مناسبات عديدة وألقى كلمات وعقد محادثات خاصة. يعتقد أن هدف الكرملين الرئيسي هو إنشاء قوة شبه عسكرية لمناكفة منتقدي فلاديمير بوتين ومهاجمتهم بوصفهم «أعداءً للدولة». في مناسبة للتثقيف السياسي في صيف عام 2006، قال مستشار الكرملين، غليب بافلوفسكي لأعضاء ناشي أنهم «يفتقرون إلى الوحشية»: «يجب أن تكونوا مستعدين»، وتابع، «لفض المظاهرات الفاشية ومنع أي محاولة للإطاحة بالدستور بالقوة». قارن 174 من النقاد ناشي بالكمسمول السوفيتي وشباب هتلر.
أفاد فيدوموستي أن حركة ناشي تلقت تمويلًا قدره نحو 200 مليون روبل من ميزانية الدولة الروسية لعام 2010.
تم إيواء مقر المجموعة في مبنىً تبلغ قيمته 20 مليون جنيه إسترليني في وسط موسكو.

## المبادئ والأهداف
قال زعيم حركة «السير معًا» السابقة، ياكيمنكو، في عام 2005 أن هدف الحركة الجديدة، ناشي، يكمن في وضع حد «لاتحاد أنصار حكم القلة، ومعادي الساميين، والنازيين، والليبراليين». أشارت عدة صحف في موسكو إلى أن هدف الحركة هو في الواقع أكثر تحديدًا: وهو استبدال حزب السلطة، حزب روسيا الموحدة. مع ذلك، ليست جميع أهداف الحركة ذات دوافع سياسية. تنظم ناشي العمل التطوعي في دور الأيتام ودور المسنين، وتساعد في ترميم الكنائس والنصب التذكارية للحرب. حجزت الحركة أيضًا محال تجارية بتهمة ببيع الكحول والسجائر للقصر، وحملات ضد التعصب العنصري.
صرح سيرغي ماركوف، مستشار الكرملين، في عام 2005 أن ناشي «تريد أن تكون روسيا دولة حديثة وقوية وحرة... إيديولوجيتهم واضحة: إنها تحديث للبلد، والحفاظ على سيادته من خلال ذلك».
أحد الأهداف الرئيسية للحركة هو منع إدخال السيطرة الخارجية في روسيا. نقلت صحيفة «موسكوفسكي كومسوموليتس» الروسية عن ياكيمنكو قوله إن «المنظمات في روسيا في نمو، وعلى هذا الأساس ستؤسس الولايات المتحدة مجموعات شبيهة بمجموعات «أوتبور» في صربيا، أو «كامارا» في جورجيا، أو «بورا» في أوكرانيا. هذه المجموعات هي الحزب البلشفي القومي بقيادة إدوارد ليمونوف، وأفانت جاردي ريد يوث». يخشى ياكيمنكو أن يكون مصير روسيا مشابهًا لمصير أوكرانيا التي قال إنها «كانت مستعمرة روسية والآن هي مستعمرة أمريكية».

## أحداث ووقائع
في 26 يونيو 2005، التقى بوتين مع مجموعة من أعضاء ناشي في مقر إقامته في زافيدوفو، تفير أوبلاست. أعرب عن تأييده للجماعة التي وصفها «بالمدهشة».
في أغسطس 2005، دعا بوتين يوليا غورودنيتشيفا، وهي طالبة جامعية في جامعة تولا الحكومية، إلى جانب أعضاء آخرين في حركة ناشي لحضور الاجتماع الذي سيعقد في زافيدوفو، ليتم تعيينها في الغرفة المدنية للاتحاد الروسي، لكنها رفضت تعيين بوتين، وفي 15 نوفمبر 2005، دخلت القسم الثاني من الغرفة ممثلة لحركة ناشي. هناك أصبحت عضوًا في لجنة التنمية الاجتماعية.
في عام 2006، شن أعضاء حركة ناشي حملة ضد سفير المملكة المتحدة لدى روسيا، توني برينتون، أثناء حضوره مؤتمرًا للمعارضة أطلق عليه اسم «روسيا أخرى» في الفترة بين 11 و12 يوليو. حضر مع بوتين زعماء المعارضة مثل إدوارد ليمونوف، زعيم البلاشفة القوميين. أفيد بأن مسؤولين بريطانيين لم يكشف عن أسمائهم يشتبهون في أن هذه الحملة قد نسقت من قبل عناصر داخل الحكومة الروسية عقابًا على الخطاب الذي ألقاه السفير.
في أبريل ومايو 2007، نظم أعضاء حركة ناشي احتجاجات يومية أمام السفارة الإستونية في موسكو، احتجاجًا على نقل نصب الجندي البرونزي من تالين إلى مقبرة عسكرية. عندما تظاهر أعضاء الحركة خارج سفارة إستونيا في موسكو في أبريل 2007، حمل بعضهم لافتات تحمل كلمة «مطلوب، سفير الدولة الفاشية في استونيا»، في إشارة إلى سفيرة إستونيا لدى روسيا آنذاك مارينا كالغوران. أثارت الحركة غضب الحكومة الإستونية عندما اتهموا الدولة الإستونية برعاية الفاشية، بإزالة النصب التذكاري للجندي البرونزي، والقضية غير المحسومة لمقتل دميتري غانين خلال أحداث أبريل، واعتقال واحتجاز مارك سيريك من قبل جهاز الأمن الداخلي الإستوني في تلك الليلة، وبناء نصب ليهولا التذكاري إلى الفرقة 20 فافن غرينادير من قوات الحماية (الإستونية الأولى). في أوائل عام 2008، وضعت إستونيا بعض أعضاء حركة ناشي على قائمة الاتحاد الأوروبي السوداء للهجرة، ما دفع الحركة إلى اتهام الاتحاد الأوروبي بانتهاك المبادئ الديمقراطية التي يتهم المسؤولون الأوروبيون روسيا في كثير من الأحيان بانتهاكها.
في 24 يوليو 2007، اجتمع بوتين مع العديد من منظمات الشباب السياسية والبيئية الروسية، بما في ذلك حركة نايش، في مقر إقامته في زافيدوفو، وناقش قضايا مختلفة تؤثر على المجتمع الروسي. صرح في الاجتماع بأن المملكة المتحدة تتصرف بوصفها قوة استعمارية ذات عقلية عالقة في القرن التاسع عشر أو القرن العشرين، بسبب اعتقادهم بأن روسيا يمكن أن تغير دستورها، ما سمح بتسليم أندريه لوغوفوي إلى المملكة المتحدة لمواجهة اتهامات متعلقة قضية ألكسندر ليتفينينكو. أيضًا، صرح قائلًا: «إنهم يقولون إننا يجب أن نغير دستورنا، وهي نصيحة أراها مهينة لبلدنا وشعبنا. هم بحاجة إلى تغيير تفكيرهم وعدم مطالبتنا بتغيير دستورنا».
في ديسمبر 2007، ذكرت بعض التقارير أن الحركة كانت تخطط لإرسال مجموعة مختارة من الناشطين للدراسة في الجامعات البريطانية، على الرغم من ازدراء بريطانيا ومضايقتها للسفير البريطاني في موسكو. قالوا: «إننا متأخرون في الرّكب فيما يتعلق بالمعرفة والخبرة التي من شأنها جعل روسيا زعيمة عالمية في القرن الـ 21» يحظى التعليم البريطاني بمكانة عالية في جميع أنحاء العالم. هناك طلب كبير على خريجي الجامعات البريطانية. يرجع ذلك إلى الجودة العالية للتعليم وكذلك إلى السيطرة الحكومية.